# Tipula (Eumicrotipula) jivaro
Tipula (Eumicrotipula) jivaro is een tweevleugelige uit de familie langpootmuggen (Tipulidae). De soort komt voor in het Neotropisch gebied.